# نیکولا بویچف
نیکولا بویچف (بلغاری: Никола Бойчев؛ زادهٔ ۴ ژانویهٔ ۱۹۷۹) بازیکن فوتبال اهل بلغارستان است.